# Grand Prix automobile de Monaco 2015
GP précédent GP suivant
Le Grand Prix automobile de Monaco 2015 (Formula 1 Grand Prix de Monaco 2015), disputé le 24 mai 2015 sur le circuit de Monaco, est la 922e épreuve du championnat du monde de Formule 1 courue depuis 1950. Il s'agit de la soixante-deuxième édition du Grand Prix de Monaco comptant pour le championnat du monde de Formule 1 et de la sixième manche du championnat 2015.
Pour la première fois de sa carrière, Lewis Hamilton part en pole position à Monaco. Cette cinquième pole position en six courses cette saison est sa quarante-troisième depuis ses débuts en Formule 1. Il se montre le plus rapide lors de ses deux tentatives dans la troisième phase des qualifications, alors que son coéquipier Nico Rosberg, finalement relégué à 342 millièmes de seconde, a perdu toutes ses chances de lui contester la première place sur la grille en bloquant ses roues dans le virage de Sainte-Dévote. Derrière les deux Flèches d'argent, Sebastian Vettel est, à nouveau, le rival le plus dangereux, à 751 millièmes de Hamilton. Il est accompagné, en deuxième ligne, de Daniel Ricciardo tandis que Daniil Kvyat devance Kimi Räikkönen sur la troisième ligne.
Au terme des soixante-dix-huit tours de la course, Nico Rosberg obtient la dixième victoire de sa carrière en remportant son troisième succès consécutif à Monaco où il a grandi, et, pour la première fois depuis ses débuts en Formule 1, s'adjuge deux victoires à la suite après s'être imposé, le 10 mai, en Espagne. Il doit toutefois son succès à une erreur stratégique reconnue par son écurie qui a pénalisé son coéquipier Lewis Hamilton : alors que ce dernier fait cavalier seul en tête depuis son départ en pole position, Max Verstappen percute violemment Romain Grosjean au freinage de Sainte-Dévote, et provoque la sortie de la voiture de sécurité au soixante-cinquième tour. Hamilton est rappelé aux stands pour chausser sa W06 de pneus tendres tandis que Rosberg et Sebastian Vettel, qui roulent vingt-cinq secondes derrière, restent en piste. Le champion du monde 2014 ressort de la voie stands de justesse derrière eux, et achève la course à la troisième place. Vettel évite donc un doublé des Flèches d'Argent. Daniil Kvyat, qui a cédé sur consigne d'équipe sa quatrième place à son coéquipier Daniel Ricciardo, la récupère dans le dernier tour, et les deux Red Bull devancent la Ferrari SF15-T de Kimi Räikkönen suivi de Sergio Pérez. Jenson Button marque les quatre premiers points de la nouvelle association McLaren-Honda en terminant huitième devant Felipe Nasr et Carlos Sainz Jr.. Les dix premiers finissent dans le même tour, seulement séparés de 25 secondes à cause de la sortie de la voiture de sécurité durant huit tours en fin d'épreuve. 
Lewis Hamilton, toujours en tête du championnat du monde n'a plus que 10 points d'avance sur son coéquipier Rosberg (126 points contre 116) et devance toujours les pilotes Ferrari, Sebastian Vettel (98 points) et Kimi Räikkönen (60 points). Valtteri Bottas (42 points) et son coéquipier Felipe Massa (39 points), qui n'ont pas marqué à Monaco, suivent.  Daniel Ricciardo (35 points) précède désormais son coéquipier Daniil Kvyat (17 points) et Felipe Nasr (16 points) qui ont relégué Romain Grosjean au dixième rang (16 points). Mercedes conserve la tête du championnat, avec 242 points, devant Ferrari (158 points) et Williams (81 points) ; suivent Red Bull Racing (52 points), Sauber (21 points), Force India (17 points), Lotus (16 points), Scuderia Toro Rosso (15 points) et McLaren qui, grâce à Jenson Button, inscrit ses 4 premiers points de la saison. Manor Marussia n'a pas encore inscrit de point.

## Essais libres

### Première séance, le jeudi de 10 h à 11 h 30
| Pos. | Pilote           | Voiture            | Chrono         | Écart     |
| ---- | ---------------- | ------------------ | -------------- | --------- |
| 1    | Lewis Hamilton   | Mercedes           | 1 min 18 s 750 |           |
| 2    | Max Verstappen   | Toro Rosso-Renault | 1 min 18 s 899 | + 0 s 149 |
| 3    | Daniel Ricciardo | Red Bull-Renault   | 1 min 19 s 086 | + 0 s 336 |
| 4    | Sebastian Vettel | Ferrari            | 1 min 19 s 134 | + 0 s 384 |
| 5    | Carlos Sainz Jr. | Toro Rosso-Renault | 1 min 19 s 245 | + 0 s 495 |
| 6    | Pastor Maldonado | Lotus-Mercedes     | 1 min 19 s 454 | + 0 s 704 |

La première séance d'essais libres du Grand Prix de Monaco débute sur une piste légèrement humide. Tous les pilotes s'élancent en pneus intermédiaires pour leur tour d'installation. La plupart des écuries testent de nouveaux kits aérodynamiques tels un nouvel aileron avant chargé de flaps sur la Red Bull RB11, un aileron arrière de type monkey seat épousant la sortie d'échappement sur la Mercedes AMG F1 W06 Hybrid ou encore une amélioration générale de l'avant de la Toro Rosso STR10. Lewis Hamilton fixe le temps de référence en 1 min 27 s 842,,.
Quelques minutes plus tard, Hamilton reprend la piste avec un train de pneus pour piste sèche (le train supplémentaire de pneus prévu pour la première demi-heure de la première séance) et améliore à trois reprises (1 min 23 s 992, 1 min 22 s 103 et 1 min 21 s 622). Dans le même temps, son équipier Nico Rosberg frotte le rail et doit rentrer pour faire contrôler sa monoplace. Lewis Hamilton tourne un peu plus tard en 1 min 19 s 764 puis Rosberg, au volant d'une monoplace révisée, passe en tête en 1 min 19 s 762 ; Hamilton réplique aussitôt, en 1 min 19 s 196, loin devant les autres concurrents puisque le troisième, Kimi Räikkönen évolue en 1 min 22 s 238,,.
Peu après la mi-séance, Lewis Hamilton reprend la piste et boucle un tour en 1 min 18 s 750. Sebastian Vettel se hisse à la deuxième place, en 1 min 19 s 382, et devance Nico Rosberg, en 1 min 19 s 762. Après 43 minutes, Jenson Button, le seul pilote à ne pas encore avoir réalisé le moindre tour chronométré, prend la piste au volant de sa McLaren MP4-30. La fin de séance voit Lewis Hamilton rester en tête du classement tandis que Max Verstappen, dans les ultimes instants, accède à la deuxième place, en 1 min 18 s 899 suivi par Daniel Ricciardo, en 1 min 19 s 086 ; Vettel, s'il a également amélioré son temps (1 min 19 s 134) est désormais quatrième, devant Carlos Sainz Jr. et Pastor Maldonado sur sa Lotus E23 Hybrid,,.

### Deuxième séance, le jeudi de 14 h à 15 h 30
| Pos. | Pilote           | Voiture            | Chrono         | Écart     |
| ---- | ---------------- | ------------------ | -------------- | --------- |
| 1    | Lewis Hamilton   | Mercedes           | 1 min 17 s 192 |           |
| 2    | Nico Rosberg     | Mercedes           | 1 min 17 s 932 | + 0 s 740 |
| 3    | Sebastian Vettel | Ferrari            | 1 min 18 s 295 | + 1 s 103 |
| 4    | Kimi Räikkönen   | Ferrari            | 1 min 18 s 543 | + 1 s 351 |
| 5    | Daniil Kvyat     | Red Bull-Renault   | 1 min 18 s 548 | + 1 s 356 |
| 6    | Carlos Sainz Jr. | Toro Rosso-Renault | 1 min 18 s 659 | + 1 s 467 |

La deuxième séance d'essais libres commence sur une piste sèche ; Marcus Ericsson n'y prend pas part à cause de problèmes techniques sur sa Sauber C34. Nico Rosberg, le premier à s'élancer, bloquant ses roues à Mirabeau (Pastor Maldonado et Sebastian Vettel feront de même), Kimi Räikkönen établit le temps de référence en 1 min 20 s 490,,.
Dans la foulée, son coéquipier Vettel améliore, en 1 min 19 s 733, mais ne peut résister ni Carlos Sainz Jr. (1 min 18 s 772 puis 1 min 18 s 659), ni à Daniil Kvyat (1 min 18 s 548). Les pilotes Mercedes ne tardent pas à rétablir la hiérarchie en vigueur depuis le début de saison puisque Rosberg tourne en 1 min 17 s 932 et Lewis Hamilton en 1 min 17 s 640 puis 1 min 17 s 192,,.  Vettel améliore, en 1 min 18 s 295, et se poste au troisième rang, derrière les deux Flèches d'argent. 
Après un quart d'heure, Roberto Merhi perd le contrôle de sa Marussia MR03 au freinage à la sortie du tunnel et tape le muret dans la chicane. La séance est interrompue par un drapeau rouge. Alors que les commissaires de piste évacuent la monoplace, la pluie fait son apparition. À la relance, alors que la pluie est devenue plus drue, Pastor Maldonado conserve ses pneus pour le sec mais renonce à boucler un tour lancé ; les autres pilotes restent ainsi tous dans leur stand pendant un long moment,,. 
Dans les dix dernières minutes, Fernando Alonso, Daniel Ricciardo et Daniil Kvyat tentent une sortie en pneus intermédiaires et tournent une bonne vingtaine de secondes moins vite qu'en début de séance. Les deux  meilleurs temps reviennent donc à Hamilton et Rosberg qui devancent les deux Ferrari de Vettel et Räikkönen ; Kvyat est cinquième devant les deux Toro Rosso de Sainz et max Verstappen et la McLaren d'Alonso,,.

### Troisième séance libre, le samedi de 11 h à 12 h
| Pos. | Pilote           | Voiture            | Chrono         | Écart     |
| ---- | ---------------- | ------------------ | -------------- | --------- |
| 1    | Sebastian Vettel | Ferrari            | 1 min 16 s 143 |           |
| 2    | Nico Rosberg     | Mercedes           | 1 min 16 s 361 | + 0 s 218 |
| 3    | Lewis Hamilton   | Mercedes           | 1 min 16 s 705 | + 0 s 562 |
| 4    | Daniel Ricciardo | Red Bull-Renault   | 1 min 17 s 120 | + 0 s 977 |
| 5    | Carlos Sainz Jr. | Toro Rosso-Renault | 1 min 17 s 256 | + 1 s 113 |
| 6    | Kimi Räikkönen   | Ferrari            | 1 min 17 s 401 | + 1 s 258 |

Il fait beau et la température ambiante est de 18 °C au départ de la dernière séance d'essais libres. Une minute après le début de la session, quinze pilotes sont déjà en piste, chaussés pour la plupart avec le mélange le plus tendre de l'ensemble de la gamme proposée par Pirelli. Sergio Pérez établit le temps de référence en 1 min 21 s 129,,.
Dans le premier quart d'heure, Lewis Hamilton enchaîne quatre tours lancés sans commettre la moindre erreur et améliore à chaque reprise ; il prend donc la tête en 1 min 19 s 074, 1 min 17 s 504, 1 min 17 s 021 et enfin 1 min 16 s 705. Son coéquipier Nico Rosberg évolue pour sa part en 1 min 17 s 271. Les Ferrari SF15-T semblent en mesure de rivaliser avec les deux Mercedes, puisque Kimi Räikkönen, en 1 min 17 s 401 pointe au troisième rang devant son coéquipier Sebastian Vettel. Après vingt-huit minutes, le Finlandais part alors à la faute à Sainte Dévote et touche le rail avec l'arrière de sa monoplace, provoquant une interruption de la séance  drapeau rouge (Max Verstappen, en survirage, cassera la moitié de son aileron arrière contre le muret du dernier virage un peu plus tard, sans provoquer une seconde neutralisation). La Ferrari est si endommagée au niveau de sa suspension arrière gauche qu'elle ne peut être ramenée au stand ; les mécaniciens devront donc travailler d'arrache-pied pour permettre à Räikkönen de participer aux qualifications au volant d'une monoplace performante,,. 
À la relance quelques instants plus tard, tous les pilotes se prennent la piste avec les pneus les plus tendres. Nico Rosberg, en 1 min 16 s 770 améliore son meilleur temps mais ne parvient pas à passer devant son équipier, toujours en tête du classement. Confirmant le potentiel déjà entrevu de sa monoplace, Sebastian Vettel réalise, en fin de séance, le meilleur temps, en 1 min 16 s 143 ; il se fait, dans la foulée une grosse frayeur en manquant de percuter une Force India dans le virage de la Rascasse dans son tour de décélération,,.

## Séances de qualifications

### Résultats des qualifications

#### Session Q1
La première phase de la séance qualificative commence sur une piste sèche et sous une température ambiante de 19 °C. Les pilotes s'élancent dès l'ouverture de la piste et Max Verstappen établit le premier tour chronométré en 1 min 19 s 803 ; il améliore sur sa lancée, en 1 min 18 s 651,,. 
Sebastian Vettel passe en tête en 1 min 18 s 323 mais ne parvient pas à contrer les Mercedes puisque Lewis Hamilton améliore en deux temps (1 min 16 s 884 puis 1 min 16 s 588) tandis que Nico Rosberg réalise d'ores et déjà ce qui restera le meilleur temps de la session, en 1 min 16 s 528. Il faut patienter de longues minutes pour voir les Williams FW36 et les McLaren MP4-30 effectuer leurs premiers tours lancés,,. 
Nico Hülkenberg tape le muret dans le virage de Mirabeau mais parvient à regagner les stands. Carlos Sainz Jr. se retrouve sous investigation des commissaires de course pour avoir gêné Fernando Alonso dans le virage de la Rascasse tandis que pour Valtteri Bottas, qui n'a jamais brillé à Monaco, la séance est très difficile. Si plusieurs pilotes remontent en piste chaussés des pneus les plus tendres de Pirelli, aucun ne menace la performance de Rosberg qui reste en tête devant son coéquipier. Derrière, la hiérarchie est totalement modifiée puisque Vettel est repoussé à la neuvième place après les améliorations de Verstappen (1 min 16 s 750), Daniil Kvyat (1 min 16 s 845), Carlos Sainz Jr. (l'Espagnol, qui tournait en 1 min 17 s 246, a omis de passer au pesage et écope d'une pénalité), Daniel Ricciardo (1 min 17 s 254), Sergio Pérez (1 min 17 s 376) et l'inattendu Jenson Button (1 min 17 s 502),,.
L'accident de Kimi Räikkönen, durant la matinée, qui lui a fait craindre un changement de boîte de vitesses après les dégâts constatés au niveau de l'arrière de sa monoplace n'a eu pour conséquence que de donner plus de travail à son équipe de mécaniciens. Ceux-ci pensent qu'un méplat sur le pneu a provoqué son accident, thèse rejetée par Pirelli. Les cinq pilotes éliminés sont Will Stevens et son coéquipier Roberto Merhi, Marcus Ericsson et son coéquipier Felipe Nasr et Valtteri Bottas qui a tourné dans un temps plus proche de celui des modestes Marussia MR03 que des Mercedes de tête,,.

#### Session Q2
Tous les pilotes se relancent chaussés des pneus les plus tendres proposés par Pirelli (les Mercedes et les Ferrari étaient les seules monoplaces à ne pas avoir utilisé ce type de pneumatiques lors de la session Q1). Sebastian Vettel établit le temps de référence en 1 min 18 s 721,,. 
Après seulement cinq minutes, le drapeau jaune est déployé dans Sainte Devote à cause d'un problème mécanique sur la McLaren de Fernando Alonso, contraint de s'immobiliser définitivement. Sergio Pérez se porte en tête en 1 min 17 s 592 mais est ensuite battu par Daniel Ricciardo (1 min 17 s 275), Vettel (1 min 16 s 224) et Rosberg (1 min 15 s 471, meilleur temps de la session), qui fait un « tout-droit » dans le premier virage en fin de séance, sans conséquence. Son coéquipier Lewis Hamilton, gêné par l'équilibre de ses pressions de pneu, lui concède 7 dixièmes de seconde,,.
Les deux Toro Rosso STR10 se montrent toujours aussi véloces sur ce type de tracé et dominent leurs « consœurs », Red Bull RB11 qui évoluent à la limite de la zone éliminatoire. Pour la première fois cette saison, Pastor Maldonado se qualifie devant son coéquipier Romain Grosjean ; il accède en phase Q3 tandis que sont éliminés Fernando Alonso et son coéquipier Jenson Button, Felipe Massa (qui, comme son équipier plus tôt, n'a pas réussi à faire correctement chauffer ses pneumatiques), Nico Hülkenberg et Romain Grosjean,,.

#### Session Q3
Les pilotes s'élancent immédiatement en piste alors que la température se rafraichit et que les premières gouttes de pluie font leur apparition au-dessus du paddock. Sergio Pérez réalise le premier temps chronométré, en 1 min 17 s 912, immédiatement amélioré par Lewis Hamilton, en 1 min 15 s 304. À l'issue de leur première tentative, tous les pilotes rentrent chausser de nouvelles gommes pour un second essai. Hamilton devance Nico Rosberg de 136 millièmes de seconde ; suivent Sebastian Vettel à une seconde, Daniel Ricciardo et son coéquipier Daniil Kvyat, Pérez, Max Verstappen et son coéquipier Carlos Sainz Jr., Kimi Räikkönen et Pastor Maldonado,,.
Après quelques instants, Nico Rosberg reprend la piste ; il comprend dès son premier secteur qu'il n'améliorera pas sa performance après un gros blocage de roues dans Sainte Dévote et rompt son effort. Lewis Hamilton, quant à lui, réalise la pole position, en 1 min 15 s 098. Il partage la première ligne avec son coéquipier tandis que suivent Vettel et Ricciardo en deuxième ligne, Kvyat et Räikkönen, Pérez et Sainz et enfin Maldonado et Verstappen,,.

### Grille de départ
| Pos.                                                                                      | Pilote           | Écurie                 | Qualifications 1 | Qualifications 2 | Qualifications 3 |
| ----------------------------------------------------------------------------------------- | ---------------- | ---------------------- | ---------------- | ---------------- | ---------------- |
| 1                                                                                         | Lewis Hamilton   | Mercedes               | 1 min 16 s 588   | 1 min 15 s 864   | 1 min 15 s 098   |
| 2                                                                                         | Nico Rosberg     | Mercedes               | 1 min 16 s 528   | 1 min 15 s471    | 1 min 15 s 440   |
| 3                                                                                         | Sebastian Vettel | Ferrari                | 1 min 17 s 502   | 1 min 16 s 181   | 1 min 15 s 849   |
| 4                                                                                         | Daniel Ricciardo | Red Bull-Renault       | 1 min 17 s 254   | 1 min 16 s 706   | 1 min 16 s 041   |
| 5                                                                                         | Daniil Kvyat     | Red Bull-Renault       | 1 min 16 s 845   | 1 min 16 s 453   | 1 min 16 s 182   |
| 6                                                                                         | Kimi Räikkönen   | Ferrari                | 1 min 17 s 660   | 1 min 16 s 440   | 1 min 16 s 427   |
| 7                                                                                         | Sergio Pérez     | Force India-Mercedes   | 1 min 17 s 376   | 1 min 16 s 999   | 1 min 16 s 808   |
| 8                                                                                         | Carlos Sainz Jr. | Toro Rosso-Renault     | 1 min 17 s 246   | 1 min 16 s 762   | 1 min 16 s 931   |
| 9                                                                                         | Pastor Maldonado | Lotus-Mercedes         | 1 min 17 s 630   | 1 min 16 s 775   | 1 min 16 s 946   |
| 10                                                                                        | Max Verstappen   | Toro Rosso-Renault     | 1 min 16 s 750   | 1 min 16 s 546   | 1 min 16 s 957   |
| 11                                                                                        | Romain Grosjean  | Lotus-Mercedes         | 1 min 17 s 767   | 1 min 17 s 007   |                  |
| 12                                                                                        | Jenson Button    | McLaren-Honda          | 1 min 17 s 492   | 1 min 17 s 093   |                  |
| 13                                                                                        | Nico Hülkenberg  | Force India-Mercedes   | 1 min 17 s 552   | 1 min 17 s 193   |                  |
| 14                                                                                        | Felipe Massa     | Williams-Mercedes      | 1 min 17 s 679   | 1 min 17 s 278   |                  |
| 15                                                                                        | Fernando Alonso  | McLaren-Honda          | 1 min 17 s 778   | 1 min 26 s 632   |                  |
| 16                                                                                        | Felipe Nasr      | Sauber-Ferrari         | 1 min 18 s 101   |                  |                  |
| 17                                                                                        | Valtteri Bottas  | Williams-Mercedes      | 1 min 18 s 434   |                  |                  |
| 18                                                                                        | Marcus Ericsson  | Sauber-Ferrari         | 1 min 18 s 513   |                  |                  |
| 19                                                                                        | Will Stevens     | Manor Marussia-Ferrari | 1 min 20 s 655   |                  |                  |
| 20                                                                                        | Roberto Merhi    | Manor Marussia-Ferrari | 1 min 20 s 904   |                  |                  |
| Temps minimal à réaliser pour la qualification : 1 min 21 s 885 (107 % de 1 min 16 s 528) |                  |                        |                  |                  |                  |

- Romain Grosjean, auteur du onzième temps, est rétrogradé de 5 places sur la grille de départ après le changement de sa boîte de vitesses[21].
- Carlos Sainz Jr., auteur du huitième temps, doit s'élancer depuis la voie des stands pour ne pas s'être présenté au pesage[21].

## Course

### Déroulement de l'épreuve

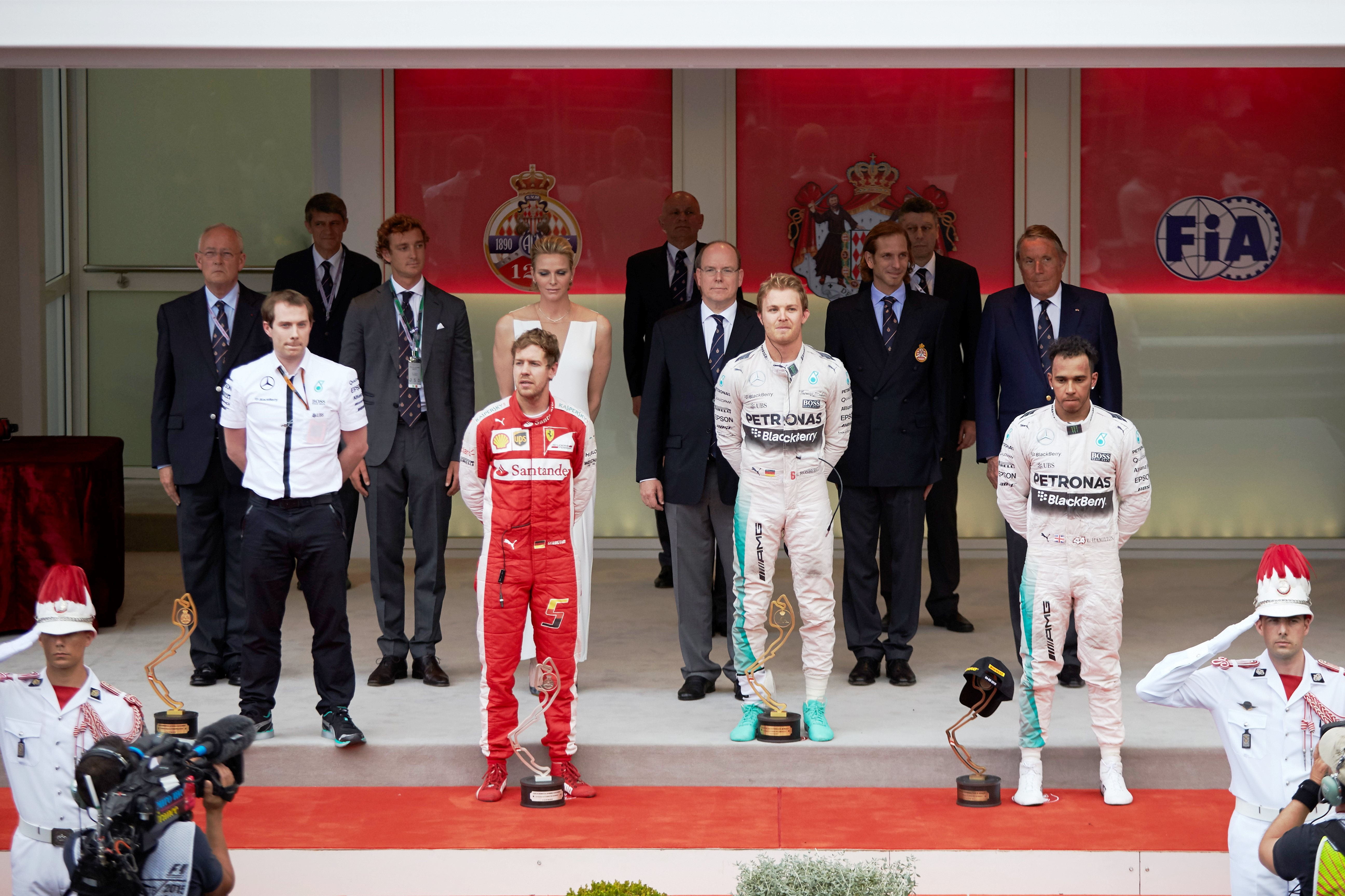
Le podium du Grand Prix.

Il fait un peu plus chaud que durant le reste du weekend sur la grille de départ avec 19 °C dans l'air et 37 °C degrés sur la piste sous un temps est ensoleillé. Dix-neuf pilotes s'alignent sur la grille car Carlos Sainz Jr., exclu des qualifications pour ne pas s'être présenté au pesage, doit partir après le peloton, depuis la voie des stands. Lewis Hamilton s'élance depuis la pole position pour la première fois en Principauté, accompagné en première ligne par Nico Rosberg et devant Sebastian Vettel et Daniel Ricciardo. Les dix pilotes de tête ont chaussé les pneus les plus tendres alors que Fernando Alonso et Valtteri Bottas, qui avaient le choix de leurs pneumatiques, ont opté pour les gommes plus dures. À l'extinction des feux, Hamilton prend le meilleur envol tandis que Rosberg conserve in-extremis l'avantage sur Vettel, directement menacé par Ricciardo et Daniil Kvyat. Plus loin, Felipe Massa, victime d'un problème mécanique de sa Williams FW36 doit couper son effort et repasser par les stands. Au virage de Mirabeau, Fernando Alonso percute Nico Hülkenberg ; l'Allemand doit rentrer faire changer son aileron avant tandis que l'Espagnol poursuit sa route en attendant de purger une pénalité de 5 secondes d'arrêt supplémentaire lors de son prochain passage au stand. Au premier passage sur la ligne de chronométrage, Hamilton devance Rosberg, Vettel, Kvyat, Ricciardo, Kimi Räikkönen, Sergio Pérez, Maldonado, Verstappen, Jenson Button, Alonso, Nasr et Grosjean,,. 
Après cinq tours, Hamilton a creusé un écart supérieur à deux secondes sur Rosberg qui précède d'autant Vettel. Pastor Maldonado, victime de problèmes de freins, est dépassé par Max Verstappen, puis abandonne dès le sixième tour. Sainz, qui évolue en fond de classement, rentre pour chausser de nouveaux pneus dès le treizième tour. Bottas et Marcus Ericsson, eux aussi distancés, rentrent au quinzième tour : ils adoptent une stratégie décalée dans l'espoir de remonter au classement. Romain Grosjean, dans la même situation, s'arrête au dix-huitième tour, imité par Felipe Nasr au suivant. Après vingt boucles, Hamilton précède toujours Rosberg, Vettel, Kvyat et Ricciardo. Avant même le cap des trente premiers tours, les pilotes de tête sont gênés par le peloton des retardataires et Rosberg perd encore plus de temps sur son coéquipier. Derrière, alors que Kvyat s'arrête au vingt-neuvième tour, la lutte s'intensifie entre Ricciardo et Räikkönen pour le gain de la quatrième place. Verstappen s'arrête très longtemps au tour suivant, imité par Hülkenberg, Alonso qui purge sa pénalité, Button, Vettel (qui ressort en pneus durs), Ricciardo, Pérez, Rosberg, Räikkönen et Hamilton entre les trente-deuxième et trente-neuvième tour. Les mécaniciens Ferrari, plus rapides que leurs homologues de Red Bull Racing permettent à Räikkönen de ressortir devant Ricciardo. Au quarantième tour, après cette vague d'arrêts, Hamilton possède 8 secondes d'avance sur Rosberg, 10 s sur Vettel et 21 s sur Kvyat ; suivent Räikkönen, Ricciardo, Pérez, Button, Alonso et Nasr,,.
Fernando Alonso abandonne dans le quarante-troisième tour à cause d'un problème de boîte de vitesses. Max Verstappen, s'arrête pour la seconde fois au quarante-septième tour tandis qu'Hamilton porte son avance à plus de dix secondes ; elle atteint même les vingt secondes peu après le soixantième tour. Au soixante-quatrième tour, grâce à ses pneus plus frais, Verstappen talonne Romain Grosjean mais freine trop tard au bout de la ligne droite des stands et casse sa suspension avant-gauche sur la Lotus E23 Hybrid du Français avant de taper violemment le mur de pneus à Sainte Dévote (il sera pénalisé d'un recul sur la grille de départ du prochain Grand Prix pour conduite dangereuse). La voiture de sécurité virtuelle est déployée pour la première fois en Formule 1, le temps que la vraie prenne la piste. Alors qu'il ne reste plus que douze tours à couvrir, Hamilton se met d'accord par radio avec son stand pour rentrer chausser un nouveau train de pneus. Pendant que le leader de la course s'exécute, le duo Rosberg-Vettel en profite pour passer en tête de la course (Vettel devance Hamilton de moins d'une longueur lorsqu'il rejoint la piste à la sortie de la voie des stands). Ainsi, derrière la voiture de sécurité, Rosberg devance Vettel, Hamilton, Kvyat, Räikkönen, Ricciardo, Pérez, Button, Nasr et Sainz,,.
L'épreuve est relancée à l'entame du soixante-et-onzième tour. Lewis Hamilton, qui comprend que la course est quasiment jouée, se montre très agressif avec ses pneus supertendres ; alors qu'il fait tout son possible pour essayer de dépasser Vettel, Rosberg, en tête de la course, file vers une victoire inespérée (il était en effet à 25 secondes de son coéquipier avant l'intervention de la voiture de sécurité). Daniil Kvyat laisse passer son coéquipier Ricciardo, plus rapide avec ses pneus neufs, afin qu'il tente d'atteindre le podium ; l'Australien n'y parvenant pas lui rend la quatrième place en ralentissant fortement à quelques hectomètres l'arrivée. Nico Rosberg s'impose pour la troisième fois de suite en Principauté et obtient, pour la première fois de sa carrière en Formule 1, un deuxième succès consécutif. Sebastian Vettel termine deuxième devant Lewis Hamilton ; suivent pour les points Kvyat, Ricciardo, Räikkönen, Pérez, Button (qui ouvre le compteur de son écurie Mclaren-Honda), Nasr et Sainz,,.
Après la fin de l'épreuve, Toto Wolff présente ses excuses à Hamilton et déclare : « Nous avons foutu sa course en l'air » tandis que Niki Lauda parle d'une « erreur inacceptable ».

### Classement de la course
| Pos. | no | Pilote           | Écurie                 | Tours | Temps/Abandon                      | Grille  | Points |
| ---- | -- | ---------------- | ---------------------- | ----- | ---------------------------------- | ------- | ------ |
| 1    | 6  | Nico Rosberg     | Mercedes               | 78    | 1 h 49 min 18 s 420 (143,007 km/h) | 2       | 25     |
| 2    | 5  | Sebastian Vettel | Ferrari                | 78    | + 4 s 666                          | 3       | 18     |
| 3    | 44 | Lewis Hamilton   | Mercedes               | 78    | + 6 s 233                          | 1       | 15     |
| 4    | 26 | Daniil Kvyat     | Red Bull-Renault       | 78    | + 12 s 145                         | 5       | 12     |
| 5    | 3  | Daniel Ricciardo | Red Bull-Renault       | 78    | + 13 s 788                         | 4       | 10     |
| 6    | 7  | Kimi Räikkönen   | Ferrari                | 78    | + 14 s 525                         | 6       | 8      |
| 7    | 11 | Sergio Pérez     | Force India-Mercedes   | 78    | + 15 s 193                         | 7       | 6      |
| 8    | 22 | Jenson Button    | McLaren-Honda          | 78    | + 16 s 243                         | 10      | 4      |
| 9    | 12 | Felipe Nasr      | Sauber-Ferrari         | 78    | + 23 s 806                         | 14      | 2      |
| 10   | 55 | Carlos Sainz Jr. | Toro Rosso-Renault     | 78    | + 25 s 236                         | pitlane | 1      |
| 11   | 27 | Nico Hülkenberg  | Force India-Mercedes   | 78    | + 26 s 412                         | 11      |        |
| 12   | 8  | Romain Grosjean  | Lotus-Mercedes         | 78    | + 28 s 595                         | 15      |        |
| 13   | 9  | Marcus Ericsson  | Sauber-Ferrari         | 78    | + 31 s 339                         | 17      |        |
| 14   | 77 | Valtteri Bottas  | Williams-Mercedes      | 78    | + 45 s 969                         | 16      |        |
| 15   | 19 | Felipe Massa     | Williams-Mercedes      | 77    | + 1 tour                           | 12      |        |
| 16   | 98 | Roberto Merhi    | Manor Marussia-Ferrari | 76    | + 2 tours                          | 19      |        |
| 17   | 28 | Will Stevens     | Manor Marussia-Ferrari | 76    | + 2 tours                          | 18      |        |
| Abd. | 33 | Max Verstappen   | Toro Rosso-Renault     | 64    | Accrochage                         | 9       |        |
| Abd. | 14 | Fernando Alonso  | McLaren-Honda          | 45    | Boîte de vitesses                  | 13      |        |
| Abd. | 13 | Pastor Maldonado | Lotus-Mercedes         | 7     | Freins                             | 8       |        |

### Pole position et record du tour
- Pole position :  Lewis Hamilton (Mercedes Grand Prix) en 1 min 15 s 098 (160,111 km/h)[29].
- Meilleur tour en course :  Daniel Ricciardo (Red Bull-Renault) en 1 min 18 s 063 (154,029 km/h) au soixante-quatorzième tour[30].

### Tours en tête
- Lewis Hamilton : 64 tours (1-64)[31]
- Nico Rosberg : 14 tours (65-78)

## Classements généraux à l'issue de la course
| Pos. | Pilote           | Écurie               | Points |
| ---- | ---------------- | -------------------- | ------ |
| 1    | Lewis Hamilton   | Mercedes             | 126    |
| 2    | Nico Rosberg     | Mercedes             | 116    |
| 3    | Sebastian Vettel | Ferrari              | 98     |
| 4    | Kimi Räikkönen   | Ferrari              | 60     |
| 5    | Valtteri Bottas  | Williams-Mercedes    | 42     |
| 6    | Felipe Massa     | Williams-Mercedes    | 39     |
| 7    | Daniel Ricciardo | Red Bull-Renault     | 35     |
| 8    | Daniil Kvyat     | Red Bull-Renault     | 17     |
| 9    | Felipe Nasr      | Sauber-Ferrari       | 16     |
| 10   | Romain Grosjean  | Lotus-Mercedes       | 16     |
| 11   | Sergio Pérez     | Force India-Mercedes | 11     |
| 12   | Carlos Sainz Jr. | Toro Rosso-Renault   | 9      |
| 13   | Max Verstappen   | Toro Rosso-Renault   | 6      |
| 14   | Nico Hülkenberg  | Force India-Mercedes | 6      |
| 15   | Marcus Ericsson  | Sauber-Ferrari       | 5      |
| 16   | Jenson Button    | McLaren-Honda        | 4      |

| Pos. | Écurie               | Points |
| ---- | -------------------- | ------ |
| 1    | Mercedes             | 242    |
| 2    | Ferrari              | 158    |
| 3    | Williams-Mercedes    | 81     |
| 4    | Red Bull-Renault     | 52     |
| 5    | Sauber-Ferrari       | 21     |
| 6    | Force India-Mercedes | 17     |
| 7    | Lotus-Mercedes       | 16     |
| 8    | Toro Rosso-Renault   | 15     |
| 9    | McLaren-Honda        | 4      |

## Statistiques
Le Grand Prix de Monaco 2015 représente :
- la 43e pole position de sa carrière en Formule 1 pour Lewis Hamilton[34] ;
- la 10e victoire de sa carrière en Formule 1 pour Nico Rosberg[35] ;
- Nico Rosberg remporte sa troisième victoire consécutive à Monaco égalant dans ce domaine Alain Prost et Graham Hill[36],[37] ;
- la 34e victoire pour Mercedes en tant que constructeur[38] ;
- la 120e victoire pour Mercedes en tant que motoriste[39].

Au cours de ce Grand Prix :
- Le moteur Mercedes réalise sa 25e pole position consécutive (la première de la série remonte au Grand Prix automobile d'Australie 2014) et bat le précédent record détenu par Renault (24 pole positions consécutives entre les Grand Prix automobile de France 1992 et Grand Prix automobile du Japon 1993)[40] ;
- Pour la première fois depuis ses débuts en Formule 1, Nico Rosberg remporte deux Grands Prix consécutifs[41] ;
- Sebastian Vettel passe la barre des 1700 points inscrits en Formule 1 (1716 points)[42] ;
- Lewis Hamilton passe la barre des 1600 points inscrits en Formule 1 (1612 points)[43] ;
- Jenson Button passe la barre des 1200 points inscrits en Formule 1 (1202 points)[44] ;
- Nico Rosberg passe la barre des 1000 points inscrits en Formule 1 (1003,5 points)[45] ;
- Daniel Ricciardo passe la barre des 300 points inscrits en Formule 1 (303 points)[46] ;
- Tom Kristensen, nonuple vainqueur des 24 Heures du Mans et sextuple vainqueur des 12 Heures de Sebring, est nommé assistant des commissaires de course pour ce Grand Prix[47].